# Hasaacas Ladies Football Club
Maillots
Le Hasaacas Ladies FC est la section féminine du Sekondi Hasaacas FC, club de football ghanéen basé à Sekondi.

## Histoire
En 2012-2013, les Hasaacas Ladies remportent la première édition de la Premier League féminine ghanéenne, et conservent leur titre les deux saisons suivantes.
En 2021, le club remporte le premier doublé coupe-championnat de l'histoire et représente le Ghana lors de la première édition de la Ligue des champions africaine. Malgré leur défaite inaugurale face aux Nigérianes des Rivers Angels, le club se qualifie pour les demi-finales du tournoi de l'UFOA B et retrouve les Rivers Angels en finale. Les Hasaacas l'emportent 3-1 et soulèvent la première Ligue des Champions féminine de l'UFOA B de l'histoire. Elles s'inclient en finale de la Ligue des champions de la CAF face aux Mamelodi Sundowns Ladies sur le score de 2 buts à 0.
Après deux finales perdues face à Ampem Darkoa en 2022 et 2023, les Hasaacas prennent leur revanche en 2024 pour décrocher un sixième titre en championnat.

## Palmarès
- Championnat du Ghana (6)
  - Champion : 2012-2013, 2013-2014, 2014-2015, 2019[7], 2020-2021, 2023-2024

- Coupe du Ghana (1)
  - Vainqueur : 2020-2021
- Supercoupe du Ghana (1)
  - Vainqueur : 2020-2021
- First Lady's Cup (1)
  - Vainqueur : 2020-2021

- Ligue des champions de la CAF
  - Finaliste : 2021
- Ligue des champions de l'UFOA B (1)
  - Vainqueur : 2021

## Joueuses
Parmi les joueuses ayant joué au club, on trouve : 
- Evelyn Badu
- Doris Boaduwaa
- Azumah Bugre